# Cesare Bovio
Cesare Bovio (falecido em 17 de janeiro de 1583) foi um prelado católico romano que serviu como bispo de Nardò (1577–1583).

## Biografia
No dia 15 de abril de 1577, Cesare Bovio foi nomeado bispo de Nardò durante o papado de Gregório XIII, onde serviu como bispo até à sua morte a 17 de janeiro de 1583.